# Bahnhof Waidhaus
Der Bahnhof Waidhaus ist ein ehemaliger Bahnhof in dem Oberpfälzer Markt Waidhaus (Landkreis Neustadt an der Waldnaab). Er lag an der Bahnstrecke Neustadt (Waldnaab)–Eslarn. Zunächst war die Station von 1900 und 1908 der Endpunkt der Strecke, allerdings wurde hier kein Lokschuppen gebaut. 1908 wurde die Verlängerung bis Eslarn eröffnet.
Der Bahnhof liegt südlich der namensgebenden Ortschaft direkt am Ortsrand. Das Empfangsgebäude ist ein Polygonalmauerwerk mit Backsteintraufgesimsen. Nach oben schließt es mit einem Halbwalmdach ab. 
Zugehörig und in denselben Formen errichtet wurde ein erdgeschossiger Satteldachbau, der als Lagerhalle diente, sowie ein Waschhaus. Die Gebäude stehen unter Denkmalschutz.
Neben dem Bahnhof steht ein gedeckter Güterwagen als Museumsfahrzeug.
Bedeutungslos wurde der Bahnhof 1975 im Zuge der Einstellung des Personenverkehrs des Streckenabschnittes zwischen Floß und Eslarn. Der Güterverkehr lief noch bis 1993, stillgelegt wurde die Strecke 1995.